# Virgin Express
Virgin Express (ursprünglich Eurobelgian Airlines) war eine belgische Billigfluggesellschaft mit Sitz in Brüssel und Basis auf dem Flughafen Brüssel-Zaventem. Sie war bis zu ihrem Zusammenschluss mit SN Brussels Airlines (der heutigen Brussels Airlines) eine Tochtergesellschaft der britischen Virgin Group.

## Geschichte

### Eurobelgian Airlines

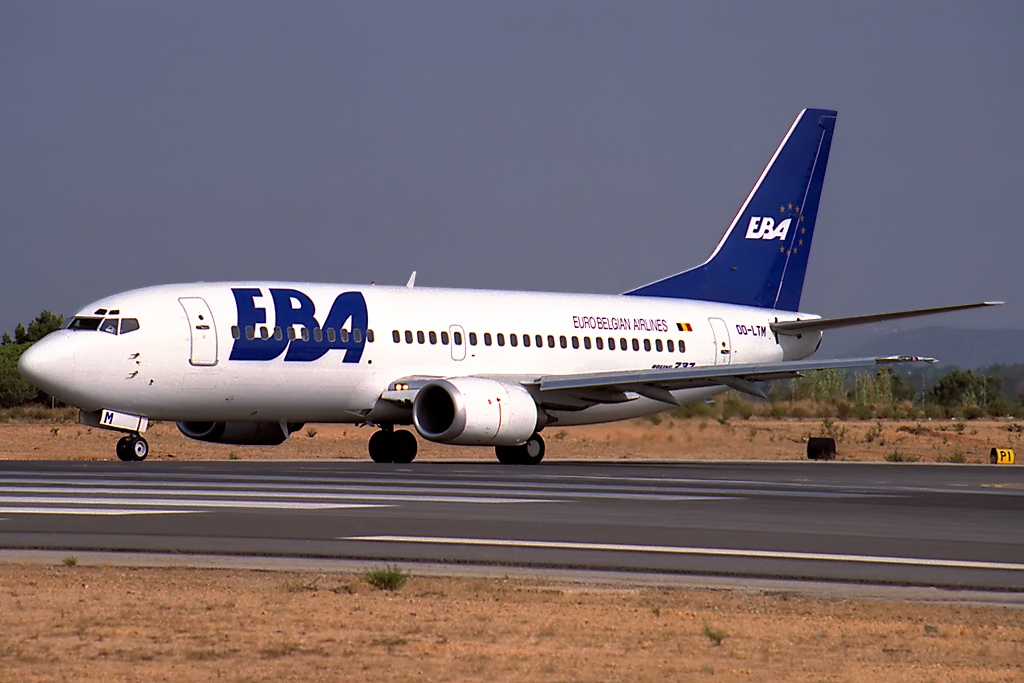
Eine Boeing 737-300 der Eurobelgian Airlines auf dem Flughafen Faro im Jahr 1992

Eurobelgian Airlines (EBA) wurde im November 1991 von Victor Hasson als Tochterunternehmen der Kette City Hotels mit einem Startkapital von 50 Millionen BEF gegründet, um die IT-Charterflüge der Trans European Airways (TEA) fortzusetzen, welche im selben Monat Insolvenz anmelden musste. Unterstützt wurde Victor Hasson dabei von Georges Gutelman, dem früheren Eigentümer der TEA. Die Betriebsaufnahme erfolgte am 1. April 1992 mit drei Boeing 737-300, die im Charterverkehr zu Zielen im Mittelmeerraum sowie zu den Kanarischen Inseln zum Einsatz kamen. Ein Jahr später betrieb das Unternehmen fünf Boeing 737-300 und eine Boeing 737-400. Den nationalen Fluggesellschaften des EU-Binnenmarktes wurde es durch das Inkrafttreten des EU-Luftverkehrsrechts zum Jahresbeginn 1993 erlaubt, Flugverbindungen aus Drittstaaten anzubieten. EBA nahm diese Möglichkeit als erste Charterfluggesellschaft wahr und stationierte ab dem 23. Januar 1993 zunächst eine, kurz darauf zwei Boeing 737 auf dem Pariser Flughafen Charles de Gaulle, die im Auftrag französischer Reiseveranstalter betrieben wurden. Eine dritte Boeing 737 setzte EBA auf Charterflügen ein, die von Mailand (Italien) ausgingen. Im Geschäftsjahr 1993 erwirtschaftete das Unternehmen einen Gewinn in Höhe von 76 Millionen BEF.

### Virgin Express
Am 30. April 1996 kaufte die britische Virgin Group 90 Prozent der Unternehmensanteile auf und übernahm damit die Gesellschaft fast vollständig. Es erfolgte die Umbenennung in Virgin Express und von nun an versuchte man als Billigfluggesellschaft den belgischen Markt, der damals von der Linienfluggesellschaft Sabena beherrscht wurde, zu erobern. Bald darauf wurde jedoch eine Partnerschaft mit dieser geschlossen, um eine direkte Konkurrenz zu vermeiden.
Die bereits wirtschaftlich angeschlagene Sabena stellte ihren Betrieb infolge der Terroranschläge vom 11. September 2001 und des Konkurses der Haupteigentümerin Swissair am 6. November 2001 ein. Von nun an kooperierte Virgin Express mit der Nachfolgegesellschaft SN Brussels Airlines, welche der SN Airholding gehörte. Im Jahr 2005 kaufte diese Holding die Fluggesellschaft Virgin Express auf. Diese setzte den Betrieb zunächst unter ihrem bisherigen Markenauftritt fort und wurde im März 2006 mit der Schwesterfluggesellschaft SN Brussels Airlines fusioniert. Aus dem Zusammenschluss ging Brussels Airlines hervor, die ihren Flugbetrieb unter diesem Namen im März 2007 aufnahm.

## Flugziele
Virgin Express bot vor allem Flüge von Brüssel nach Südeuropa an. Die meisten Zielflughäfen der Fluggesellschaft befanden sich in Spanien, Frankreich, Italien, Portugal und Griechenland. Ziele außerhalb Südeuropas waren neben Brüssel und Amsterdam, das mit Rom verbunden war, Berlin, Hamburg, Frankfurt und München.

## Flotte
Mit Stand Februar 2007 bestand die Flotte der Virgin Express aus zehn Flugzeugen:
- 5 Boeing 737-300
- 5 Boeing 737-400